# ساراكة مباركة
ساراكة مباركة (الاسم العلمي:Saraca dives) هي نوع من النباتات تتبع جنس الساراكة من الفصيلة البقولية.